# Chirocephalus pelagonicus
Chirocephalus pelagonicus es una especie de crustáceo de la familia Chirocephalidae. Es endémica de Macedonia del Norte.